# 木村哲也 (政治家)
木村 哲也（きむら てつや、1969年7月6日 - ）は、日本の政治家。自由民主党所属の元衆議院議員（1期）。
千葉県議会議員（1期）、船橋市議会議員（3期）内閣府大臣政務官を務めた。

## 経歴
千葉県船橋市行田町に生まれる。船橋市立塚田小学校、千葉日本大学第一中学校、千葉敬愛高等学校、千葉工業大学工学部工業経営学科、中央工学校建築設計科、法政大学大学院政策科学研究科修士課程修了。
建設会社社員を経て、衆議院議員田村元秘書を務める。1999年（平成11年）、船橋市議会議員選挙に出馬し、初当選。以後3期務める。
2011年（平成23年）千葉県議会議員選挙に出馬し、初当選。
2014年（平成26年）、第47回衆議院議員総選挙に、千葉4区から自由民主党公認で出馬し、民主党の野田佳彦に敗れ、小選挙区・比例共に次点で落選。
2017年（平成29年）、第48回衆議院議員総選挙に、千葉4区から自由民主党公認で出馬し、無所属となった野田佳彦に小選挙区で再び敗れたが、比例南関東ブロックで復活し初当選。
2021年10月6日、第1次岸田内閣で内閣府大臣政務官（沖縄基地負担軽減、拉致問題、賞勲、迎賓館、PKO、女性活躍、こども政策、孤独・孤立対策、地方創生、男女共同参画、少子化対策、子供の貧困、2025年大阪万国博覧会、共生社会、まち・ひと・しごと創生、食品安全、クールジャパン戦略、知的財産戦略、公文書、消費者庁、公正取引委員会等を担当）に就任。
2021年（令和3年）、第49回衆議院議員総選挙に、千葉4区から自由民主党公認で出馬し、立憲民主党の野田佳彦に敗れ、小選挙区・比例共に次点で落選。
2024年（令和6年）、第50回衆議院議員総選挙に、千葉4区から自由民主党公認で出馬。今回の選挙においてはこれまで敗れ続けた野田佳彦が区割り変更で14区に移動したが、後継で立候補した立憲民主党の水沼秀幸に敗れ、小選挙区・比例共に落選。

## 政策・主張

### 憲法改正
- 憲法改正に賛成。改正すべき項目として、戦争放棄と自衛隊・緊急事態条項・衆議院の解散を挙げる[8]。

### 経済問題
- 消費税10%に賛成[8]。
- 「消費税0%の検討」を掲げた『国民を守るための「真水100兆円」令和2年度第2次補正予算に向けた提言』に賛同している[9]。
- アベノミクスを評価する[8]。

### その他
- 安全保障関連法の成立を評価する[8]。
- 北朝鮮問題への取り組みをどちらかと言えば評価する[8]。
- 共謀罪法を評価する[8]。
- 幼稚園・保育所から大学まで教育を無償化すべきでない[8]。
- 日本の防衛力はもっと強化すべきだ[8]。
- 受動喫煙防止を目的に飲食店等の建物内を原則禁煙とする健康増進法改正に賛成。一方で、「東京都子どもを受動喫煙から守る条例」のように、受動喫煙から子どもたちの健康を守るための法律を国レベルで制定することについて「家庭まではどうか」と回答している[10]。

## 人物
- 喫煙者であり、アイコスを吸っている[10]。

## 所属団体・議員連盟
- ボーイスカウト振興国会議員連盟 [11]
- 日本の未来を考える勉強会[12]

## 選挙歴
| 当落 | 選挙                     | 執行日         | 年齢 | 選挙区      | 政党       | 得票数    | 得票率 | 定数 | 得票順位 /候補者数 | 政党内比例順位 /政党当選者数 |
| ---- | ------------------------ | -------------- | ---- | ----------- | ---------- | --------- | ------ | ---- | ------------------ | ---------------------------- |
| 当   | 1999年船橋市議会議員選挙 | 1999年4月25日  | 29   |             | 無所属     |           |        |      | /                  | /                            |
| 当   | 2003年船橋市議会議員選挙 | 2003年4月27日  | 33   |             | 無所属     | 3872票    |        | 50   | 7/64               | /                            |
| 当   | 2007年船橋市議会議員選挙 | 2007年4月10日  | 37   |             | 自由民主党 | 5102票    |        | 50   | 4/66               | /                            |
| 当   | 2011年千葉県議会議員選挙 | 2011年4月10日  | 41   | 船橋市      | 自由民主党 | 1万7009票 |        | 7    | 7/11               | /                            |
| 落   | 第47回衆議院議員総選挙   | 2014年12月14日 | 45   | 千葉県第4区 | 自由民主党 | 6万7600票 | 29.32% | 1    | 2/4                | 9/8                          |
| 比当 | 第48回衆議院議員総選挙   | 2017年10月22日 | 48   | 千葉県第4区 | 自由民主党 | 6万1804票 | 28.11% | 1    | 2/4                | 7/8                          |
| 落   | 第49回衆議院議員総選挙   | 2021年10月31日 | 52   | 千葉県第4区 | 自由民主党 | 8万4813票 | 35.45% | 1    | 2/2                | 10/9                         |
| 落   | 第50回衆議院議員総選挙   | 2024年10月27日 | 55   | 千葉県第4区 | 自由民主党 | 6万6629票 | 32.07% | 1    | 2/5                | 10/7                         |